# Рогачик (притока Дніпра)
Рогачик — річка у Херсонській області. Ліва притока Дніпра. Довжина 41 км. Похил річки 1,1nbsp;м/км. Долина шириною до 200 м. Річище шириною пересічно 5 м, звивисте. На річці влаштовано декілька ставків. Влітку пересихає.
Бере початок на південній околиці смт Верхній Рогачик. Тече територією Верхньорогачицького району Херсонської області, причому перші 10 км протікає територією Верхнього Рогачика. Гирлова ділянка протяжністю 7 км сьогодні має вигляд Нижньорогачицького лиману, відділеного від Дніпра (Каховського водосховища) дамбою.

## Притоки

### Ліві
- Москаликова балка[1]
- Сапожникова балка[2]

### Праві
- Адамівська балка[3]
- Крутенька балка[4]
- Павлова балка[5]
- Солона балка[6]
- Сухий Рогачик[7] з лівою притокою Церківна балка[8]

## Населені пункти
Над річкою розташовані такі села, селища, міста (від витоків до гирла): Верхній Рогачик, Новоолексіївка, Трудовик, Зоря, Георгіївка, Олексіївка, Пролетарій.